# Wangaratta

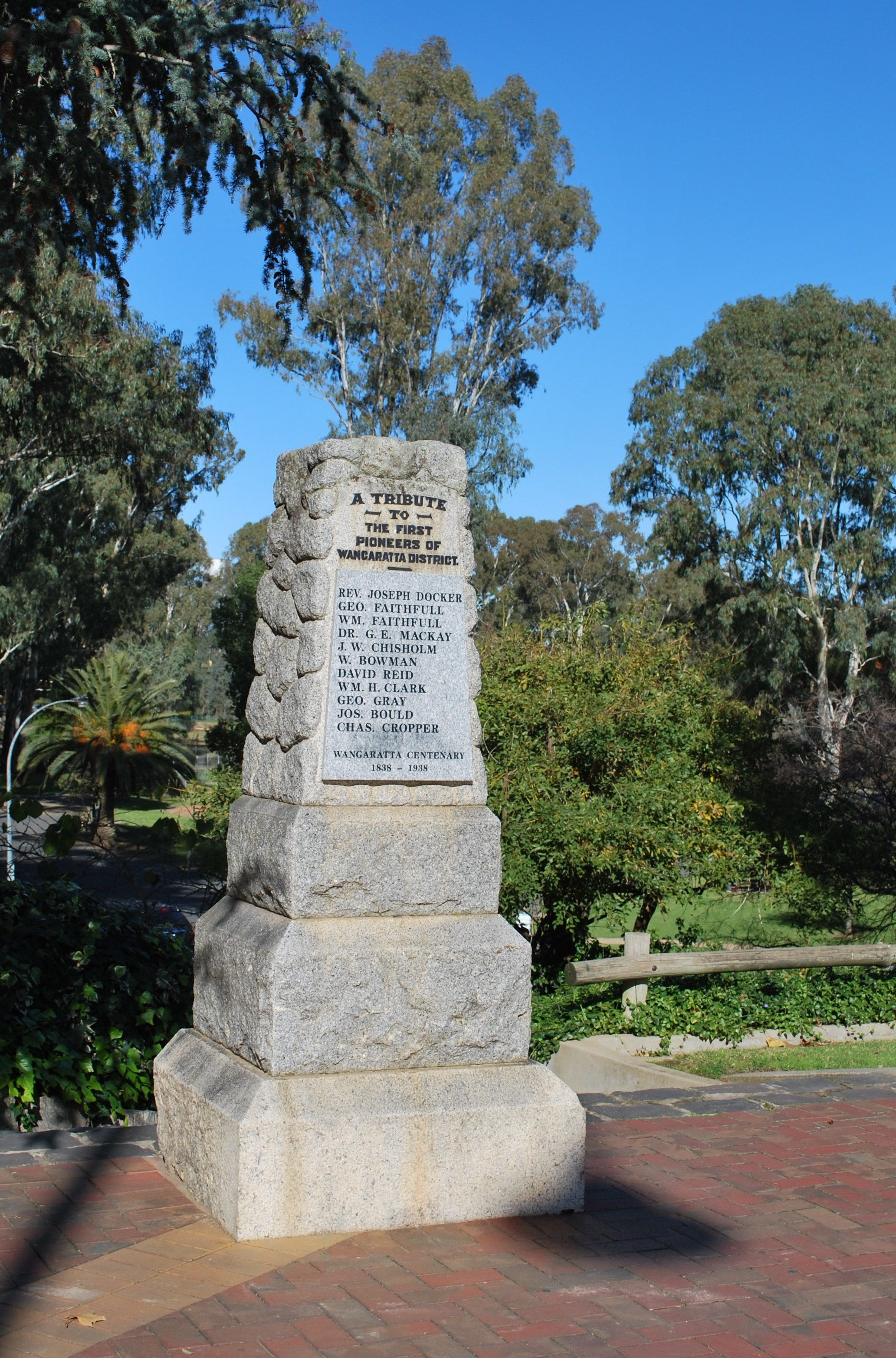
Monument commemoratiu a Wangaratta

Wangaratta és una ciutat al nord-est de Victòria, Austràlia, a 236 km (147 milles) de Melbourne al llarg de l'autopista Hume. La ciutat tenia una població urbana estimada de 19.318 al juny de 2018. Wangaratta ha registrat una taxa de creixement de la població de gairebé l'1% anual entre 2016 i 2018, que és la segona més alta de totes les ciutats del nord-est de Victòria.
Històricament hi ha hagut discussions sobre si la primera síl·laba era "Wang" o "Wong". A la dècada de 1980 es decidí per "Wang", tot i que encara hi ha persones que pronuncien "Wong".
Originalment l'àrea estava habitada per aborígens de la tribu Pangerang. Els primers europeus van anomenar Oxley Plains a unes planes immediatament al sud. Primerament la ciutat es deia Ovens, i després es canvià a Wangaratta.